# Ängslige Egon
Ängslige Egon, engelska: Scaredy Squirrel, är en kanadensisk animerad serie som sändes på Disney XD i år 2012, som bygger på Mélanie Watts bok Nutte Nervös.